# Angraecum cilaosianum
Angraecum cilaosianum là một loài thực vật có hoa trong họ Lan. Loài này được (Cordem.) Schltr. mô tả khoa học đầu tiên năm 1915.